# Král

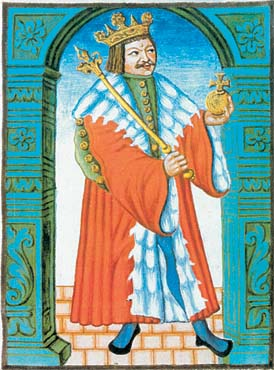
Český král Jiří z Poděbrad

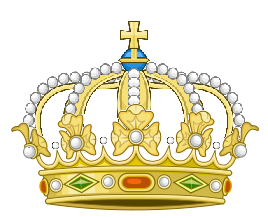
Královská hodnostní koruna. Užívala jí jen království vzniklá v 19. století, starší monarchie, např. česká, měly v erbu korunu v její reálné podobě

Král je panovnická hodnost (latinsky rex, řecky basileus) mužského rodu. V monarchiích jde o druhou nejvyšší panovnickou hodnost po císaři. Král je zpravidla nezávislý panovník většinou národního státu, existuje a existovaly však vždy výjimky ve státech jako Svatá říše římská, Německé císařství, Bulharsko, Rusko nebo Uganda.

## Královna
Ženskou variantou je královna, může se jednat o manželku krále (někdy speciálně označována anglicky Queen consort, královna manželka),[zdroj?] anebo se může jednat o samostatnou panovnici, např. Viktorie, Isabela II. atd., anglicky Queen regnant).
Poněkud zvláštní případ je Marie Terezie, jež byla faktickou císařovnou, tj. římskou královnou, ale formálně byl císařem její manžel František I. Štěpán Lotrinský (odtud rod habsbursko-lotrinský), protože žena byla pro kurfiřty nezvolitelná.

## Manžel královny
Manžel takové královny může mít titul např. prince-manžela, prince-regenta nebo krále manžela (jure uxoris), což bylo běžné hlavně dříve, když ženy samy nevládly, zatímco v moderní době se titul krále manžela užíval jen ve Skotsku (František, Jindřich Stuart), Portugalsku (Petr III., Ferdinand II.) a Španělsku (František I.). Takový případ prince-manžela bylo možné nalézt ve Velké Británii, které vládla královna Alžběta II. a její manžel byl zván princ Philip, vévoda z Edinburghu. Ať se jedná o krále nebo prince manžela, většinou takový královský manžel nedisponuje téměř žádnou mocí a většinou zastává maximálně funkci regenta.[zdroj?]

## Královské insignie

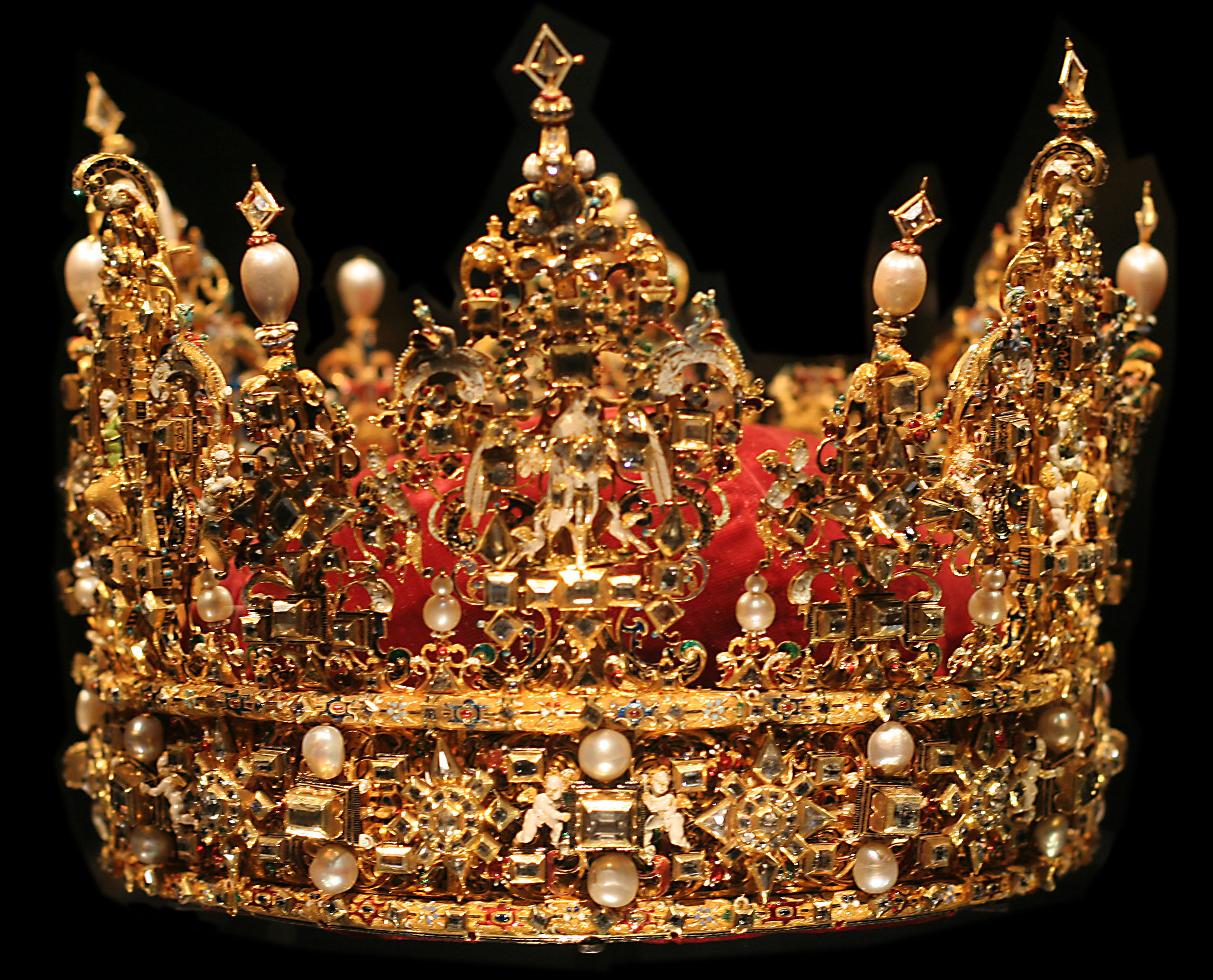
Dánská královská koruna

Královské insignie, odznaky královské moci, jsou označovány jako regálie (sg. regale). Nejdůležitější královskou insignií je koruna, jejíž slavnostní vložením na hlavu je ústředním aktem korunovace, obřadního přijetí pretendenta za krále.
Dalšími insigniemi jsou žezlo a jablko, které s korunou tvoří korunovační klenoty, korunovační plášť podšitý hermelínem a trůn (stolec, solium). Královské insignie bývají doplněny také zbrojí: meči, sekerami, štíty, luky s toulci a podobně.
Jedinečnost královských insignií vyjadřuje jedinečnost a nadřazenost panovníkova postavení jako jediné osoby povolané zaujmout místo krále.

## Oslovení
Králům (a královnám) přísluší oslovení (titul) Veličenstvo, ostatním členům královského rodu pak královská Výsost. Vzdálenějším příbuzným krále pak většinou jen Výsost. Pokud je král zároveň císařem, přísluší mu titul císařské a královské Veličenstvo, ostatním členům císařského rodu pak císařská a královská Výsost (např. pruští Hohenzollernové a habsbursko-lotrinská dynastie).

## Etymologický původ
Výraz, kterým východoevropské – slovanské jazyky, baltské jazyky a maďarština – označují krále, vznikl pravděpodobně zdruhověním jména franského panovníka Karla Velikého. Podobně jako zdruhověním Caesarova jména vzniklo slovo císař a car.

## Původ termínu
Pojem sám je v Evropě převzat z antické tradice (rex, basileos), kde má obecný význam vladař, vládce. V Římě šlo o vládce před vznikem republiky a terminologicky na to navázal papež při udělování titulů vladařům. Tak se zachovalo v románských jazycích (rei, roi, regina, regio). V germánských jazycích vznikl příslušný výraz ze starogermánského slova kon resp. koning, znamenajícího vznešený. Od tohoto germánského slova je i slovanské „kníže“, původně stejného významu, tj. suverén státu. Později ale byl u Slovanů jeho význam zpochybňován a podřazen právě úrovni krále, vladaře potvrzovaného vyšší, větší autoritou papeže resp. císaře. Perské slovo šáh pochází z médského pojmu chšájathija, což znamená vyznamenaný vládou. Egyptský pojem farao pochází ze slov Per-Aa, tj. velký dům; původně označoval královský palác, teprve později byl použit jako panovnický titul.

## Antika a starověk
V antickém Řecku se střídala období monarchie a demokracie. Nejznámějším panovníkem byl Alexandr Veliký. V antickém Římě byla po většinu jeho historie monarchie zakázána ve prospěch demokracie. Poslední etruský král (Lucius Tarquinius Superbus) byl z Říma vyhnán roku 509 př. n. l. Až do založení císařství za Octaviana Augusta byl Řím republikou a formálně i téměř celé císařské období. Takový stav je obecně běžný: vládne král, který je volený, byť často jen formálně, jako je to v moderních prezidentských autoritativních státech. A naopak, leckdy král vládne jen formálně, ale fakticky rozhoduje parlament, jako v ústavních monarchiích, resp. sněm šlechty ve šlechtické republice. O Germánech Tacitus uvádí, že také jejich kmenové zřízení bylo jakýmsi kompromisem mezi monarchií a republikou.
Ve starověkém Orientě se stalo království nejrozšířenější formou vlády. Peršanům, Chetitům a Sumerům vládli velekrálové a jim podřízení „malokrálové“ („podkrálové“). Moc v Sumeru později převzali severní sousedé, Akkadové. Také v ostatních královstvích se často chopily moci dříve podřízené národy (např. v Egyptě Núbijci). V Egyptě byl král (faraon) nejvyšším náboženským hodnostářem, potomkem bohů a božským vtělením. Téměř všechna tato království byla zničena Alexandrem Velikým při jeho válečných výbojích. Po Alexandrově smrti se jeho říše rozpadla na menší státní útvary (ovládané jeho bývalými vojenskými veliteli), z nichž nejdelší trvání měly Seleukovská a Ptolemaiovská říše.

## Středověk
Ve středověké střední a západní Evropě (pod vlivem Germánů) měli právo udělovat královský titul (často dědičně, ale vyskytovaly se i výjimky) římsko-němečtí císařové a v zemích nepodléhajících císařům papežové – Polsko, Anglie atd. 
Již roku 481 se stal prvním franským králem Chlodvík I., nešlo ale zatím o dědičnou monarchii, v tu se Francie změnila až na počátku 13. století.
Přibližně okolo roku 925 získal údajně od papeže Jana X. (dědičný) královský titul chorvatského a dalmatského krále (rex Croatorum et Dalmatium) tehdejší chorvatský kníže z rodu Trpimírovců Tomislav I. Nedlouho po něm získal roku 1000 apoštolskou královskou korunu z rukou papeže Silvestra II. (a se souhlasem císaře Oty III.) uherský kníže z rodu Arpádovců Štěpán I. V sousedním Polsku se piastovský kníže Boleslav Chrabrý roku 1025 nechal v Hnězdně korunovat polským králem, z příkazu nového papeže Jana XIX., zato však bez souhlasu nového císaře Konráda II. (polské království se od té doby považovalo za papežské léno a nemělo ani účast na volbě císaře, byť se císařství někdy podřizovalo).
Roku 1033 se součástí Svaté říše římské stalo Burgundské království, od té doby tvořila říši tria regna (tři království); Německo, Itálie a Burgundsko. Panovník, který byl řádně zvolen německým králem, měl nárok být korunován římským císařem a také italským králem (železnou korunou Langobardů) a burgundským (arelatským) králem. Posledním arelatským králem byl Karel IV., který roku 1378 daroval Burgundské království francouzskému korunnímu princi Karlovi (budoucímu králi Karlu VI.). Prvním italským králem byl již roku 781 korunován Karel Veliký.
Z českých panovníků získal jako první titul krále Vratislav II., kterému ho pro jeho osobu propůjčil císař Jindřich IV. roku 1085. Dědičný královský titul získal Vladislav II. od císaře Fridricha I. Barbarossy v roce 1158, jeho potomci však pro odpor římsko-německých císařů nemohli užívat královského titulu. Opětovně a definitivně získal královský titul až Přemysl Otakar I. v roce 1198, kdy byl korunován z příkazu římsko-německého krále Filipa Švábského. Definitivní dědičnost a primogenituru (agnatickou) zaručila českým králům v roce 1212 vydaná Zlatá bula sicilská.

### Vznik katolických království na Pyrenejském poloostrově
Už v roce 824 bylo utvořeno tzv. Pamplonské a později Navarrské království, kdy tamní baskický vůdce Íñigo Arista získal titul pamplonského krále a ukončil nadvládu Franské říše. Roku 1513 zabrala Kastilie jižní část, severní část zůstala nezávislá do roku 1589, kdy byla zřízena personální unie s Francií, tato severní část byla roku 1620 připojena k Francouzskému království. V roce 910 bylo vytvořeno sousední Leónské království, ze kterého se v roce 1035 oddělilo nezávislé Kastilské království, které ale bylo v roce 1301 sloučeno s Leónem do království Kastílie-León. Mezitím se ale od Leónského království odtrhlo Galicijské (v letech 1060–1071) a Portugalské (1139) království. Ve stejném roce jako Kastilské království (1035) bylo vytvořeno Aragonské království. Jak byla k Aragonskému království postupně připojována další území, získal tento útvar, kterému vládl aragonský král, označení Aragonská koruna.
Roku 1128 vyhlásil portugalský hrabě Alfons I. Dobyvatel (1107–1185, vnuk krále Alfonse VI. Kastilského) nezávislost svého hrabství na Leónském království, s nímž musel svést několik bitev. Nakonec po vítězství v bitvě u Ourique byl 26. července 1139 vojskem provolán za portugalského krále. V roce 1469 se dědička Kastilsko-leónského království Isabela Kastilská vdala za dědice Aragonského království Ferdinanda II. Aragonského, čímž byl položen základ sjednocení Španělska (Kastilské a Aragonské koruny); to dovršil jejich vnuk Karel I. v roce 1516, kdy bylo pod jeho vládou utvořeno jednotné Španělské království.

### Další evropská království
Anglické království postupně vznikalo od roku 829 ze sedmi anglosaských království, jedním z prvních králů vládnoucích nad téměř celým územím budoucí Anglie se stal Ecgberht.[zdroj?] Od roku 1603 bylo Anglické království v personální unii se Skotským královstvím, které vzniklo roku 843. Prvním skotským králem byl Kenneth Mac Alpin, který také Skotsko sjednotil. Anglie a Skotsko se spojily v roce 1707. Roku 1541 nechal anglický král Jindřich VIII. povýšit Irské lordství na království, a tak se stal prvním irským králem. Jako hlava anglikánské církve totiž odmítl uznat svrchovanost katolické církve nad Irskem. Samostatné Irské království existovalo až do sloučení s Královstvím Velké Británie, s nímž roku 1801 vytvořilo Spojené království Velké Británie a Irska.
V Bulharsku se stal prvním králem (carem) Symeon I. v roce 917, on sám se ale rozhodl přijmout titul basileus (tedy císařskou hodnost) ve snaze vyrovnat se byzantským císařům. V roce 1908 přijal opětovně titul cara Bulharů kníže Ferdinand I. Bulharský, nyní již s královskou hodností. Prvním srbským králem (carem) se roku 1220 Štěpán Nemanić, jehož poté korunoval jeho bratr, sv. Sáva. Nazýval se králem Srbské (Rasské) a Pomořské země, Dukly a Travunie, Záchlumí a Dalmacie.
V roce 1130 založil sicilský hrabě Roger II. Sicilský (z normanské dynastie Hautevillů) Sicilské království. To bylo v roce 1282 kvůli tzv. sicilským nešporám rozděleno na ostrovní Sicilské království a pevninské Neapolské království. Ostrovnímu státu vládli střídavě římsko-němečtí císařové a aragonští/španělští králové nebo vedlejší větve jejich rodů. Od roku 1735 měla obě království opět společného panovníka a roku 1816 byla spojena do Království obojí Sicílie.
Stupnice hodností jednotlivých panovníků bývala ustanovena od papežů. V roce 1504 ji upravil papež Julius II. takto: římský císař, římský král, francouzský, španělský, portugalský, sicilský, anglický, skotský, uherský, navarrský, český, polský, dánský, kyperský král. Tato stupnice pokračovala vládnoucími kurfiřty a vévody.

## Novověk
V roce 1701 se stal korunovaným králem Fridrich I. Pruský, tehdejší braniborský kurfiřt a pruský vévoda. Králem se prohlásil se svolením římsko-německého císaře Leopolda I. a polského krále Augusta II. Silného, ale jeho titul zněl král v Prusku; až jeho vnuk Fridrich II. Veliký v roce 1772 změnil titul na pruského krále. Posledním korunovaným pruským králem byl Vilém I. Pruský, jeho vnuk Vilém II. Pruský byl posledním pruským králem vůbec (a zároveň německým císařem).
V roce 1707 přijal jak anglický, tak skotský parlament zákon o unii, čímž se obě království sjednotila do jednotného Království Velké Británie, ale již dlouho předtím (od roku 1603) měly oba státy společného krále. Po potlačení irského povstání z roku 1798 bylo roku 1801 Irské království připojeno ke Království Velké Británie a vzniklo tak Spojené království Velké Británie a Irska.
Roku 1768 se stal malý asijský stát Nepál monarchií, resp. královstvím pod vládou králů z dynastie Šáhů.

### Napoleonské války
Během napoleonských válek vytvořil Napoleon několik nových evropských království. Roku 1801 zřídil (na místě bývalého Toskánského velkovévodství) Etrurské království, které však nemělo dlouhého trvání. V roce 1805 se sám prohlásil italským králem a v roce 1806 jmenoval svého bratra Ludvíka holandským králem, což byl Napoleonem nově utvořený titul.
V roce 1803 udělil několika málo německým panovníkům hodnost říšského kurfiřta, tato hodnost ale po rozpadu Svaté říše římské pozbyla smyslu, a tak v roce 1806 udělil královskou hodnost bavorskému a württemberskému vévodovi a roku 1807 i saskému vévodovi. V roce 1807 také utvořil krátkotrvající Vestfálské království.
Po Napoleonově pádu byla na Vídeňském kongresu v roce 1815 království a velkovévodství, která Napoleon povýšil, uznána a dále bylo vytvořeno Nizozemské království (z Holandského království a území dnešní Belgie) a Hannoverské království (bývalé Hannoverské kurfiřtství). Z napoleonského Italského království se v severní části stalo Lombardsko-benátské království, které náleželo k Rakousku až do roku 1866, a na dalmátsko-chorvatském pobřeží zase Ilyrské království.
Vídeňský kongres také rozhodl o navrácení Neapolského království zpět do rukou Ferdinanda Bourbonského, toho jména III. krále sicilského a IV. krále neapolského. Ten o rok později formálně spojil obě království do jediného útvaru, který dostal jméno království obojí Sicílie (neboť oba původní státní útvary se v praxi nazývaly královstvím sicilským).
Když byl v roce 1807 obsazen Lisabon vojskem Napoleona Bonaparta, uprchl portugalský regent princ Jan spolu se svou matkou královnou Marií I. do tehdejší portugalské kolonie Brazílie. Po tomto přesunu královského rodu do Brazílie bylo učiněno zrovnoprávnění brazilské kolonie s Portugalským královstvím a bylo utvořeno Spojené království Portugalska, Brazílie a Algarves, oficiálně ustanovené roku 1815. Po návratu královské rodiny do Portugalska zrušily cortesy (lidové shromáždění) v Lisabonu rovnoprávnost Portugalska a Brazílie a snažily se obnovit její koloniální status, což v Brazílii vedlo k hnutí za nezávislost, do jehož čela se postavil Janův syn Dom Pedro, jenž byl vždy nakloněn liberálním myšlenkám. Dom Pedro nakonec vyhlásil nezávislost Brazílie na Portugalsku a 12. října 1822 byl jako Pedro I. prohlášen císařem Brazílie.

### Postnapoleonské období
V roce 1810 se prohlásil za krále Havajských ostrovů náčelník Kamehameha I., který založil stejnojmennou dynastii. Havajské království přetrvalo až do roku 1893, kdy byl obsazeno USA.
Již v roce 1814 bylo spojeno unií norské a švédské království a tato unie vydržela až do roku 1905. Švédský král byl zároveň norským králem a země měly společnou zahraniční politiku.
V roce 1831 se osamostatnila Belgie od Nizozemského království a sama sebe prohlásila královstvím, jejím prvním králem se stal Leopold I. z dynastie Sachsen-Coburg-Gotha. Londýnským protokolem z roku 1839 byla Belgie jako království mezinárodně uznána.
V roce 1832 bylo po dohodě Velké Británie, Francie a carského Ruska založeno nezávislé Řecké království a prvním králem Řecka se stal mladý Ota I. Řecký z dynastie bavorských Wittelsbachů, ten byl však pro svou absolutistickou vládu v roce 1862 svržen a vyhnán ze země. Poté byl králem zvolen Jiří I. Řecký, druhorozený syn dánského krále, ten na rozdíl od Otty přijal titul král Hellénů (Řeků). Jeho potomstvo vládlo Řecku až do roku 1974.
Probíhající risorgimento mělo za následek, že bylo v roce 1861 vytvořeno novodobé Italské království pod vládou savojské dynastie. Nové království bylo vytvořeno z království sardinsko-piemontského a bývalého království obojí Sicílie. Prvním novodobým italským králem se stal Viktor Emanuel II.
V roce 1867 byly britské kolonie v Severní Americe spojeny do federativního dominia (Zákon o Britské Severní Americe) s oficiálním názvem dominium Kanada, bylo tak vytvořeno kanadské království (i když takový oficiální název nebyl raději zvolen). Králem se stal král Spojeného království Velké Británie a Irska, tím byla utvořena personální unie mezi Kanadou a Spojeným královstvím.
Prvním rumunským králem se stal 1881 tehdejší rumunský kníže Karel I. Rumunský z rodu Hohenzollernů. Stalo se tak po vítězné válce s Osmanskou říší, a tak bylo Rumunsko prohlášeno královstvím a Karel I. (Carol I.) byl korunován králem. Oficiální titul rumunského krále byl král Rumunů.
V sousedním Srbském knížectví přijal královský titul v roce 1882 kníže Milan I. Obrenović, díky uznání nezávislosti Srbska na Osmanské říší v roce 1878 a v návaznosti na středověké srbské carství či království. Po něm nastoupil jeho syn Alexandr I. Obrenović, ten byl ale zavražděn v roce 1903 a na trůn tak nastoupil Petr I. Karađorđević, pozdější král Jugoslávie.
V sousedním Bulharsku vládl od roku 1887 jako kníže Ferdinand I. Bulharský, který byl v roce 1908 prohlášen carem (všech) Bulharů s hodností krále.
Roku 1897 se dosavadní korejský král z dynastie Ri prohlásil nezávislým korejským císařem, nové korejské císařství vydrželo pouze do roku 1910, kdy bylo obsazeno Japonským císařstvím.
O rok později v roce 1907 byla malá britská kolonie Bhútán prohlášena dědičným královstvím pod vládou dračích králů Bhútánu z dynastie Wangčhugů.
V roce 1901 byly britské kolonie v Austrálii spojeny do federativního dominia (po vzoru Kanady) s oficiálním názvem Australský svaz. Králem se automaticky stal král Spojeného království Velké Británie a Irska, tím byla utvořena personální unie mezi Austrálií a Spojeným královstvím. Toto samé se opakovalo i v roce 1907, kdy získal nezávislost Nový Zéland, který byl předtím kolonií Nový Zéland.

### 20. století
V roce 1910 si uzurpoval titul krále černohorský kníže Nikola I.
V roce 1910 měli titul krále tito panovníci. V Evropě to byli král Spojeného království Velké Británie a Irska (král anglický, skotský, irský a zároveň císař Indie), belgický, bulharský (car), český, chorvatský a uherský, černohorský, dánský, italský, nizozemský, polský (ruský car), portugalský, rumunský, řecký, srbský, španělský, švédský, norský, bavorský, pruský, saský a württemberský. Císař rakouský zároveň disponoval titulem krále apoštolského uherského, českého, dalmatského, chorvatského, slavonského, haličsko-vladiměřského, illyrského a jako čestný název nosil také titul krále jeruzalemského. Král bavorský, pruský, saský a württemberský od roku 1871 nebyli suverénními panovníky, nýbrž podléhali německému císaři (pruskému králi).
Mimo Evropu disponoval královským titulem britský panovník jako král Austrálie, Kanady, Jihoafrické unie a Nového Zélandu. Samostatným panovníkem (pomineme-li britský protektorát) byl král lesothský, svazijský a sultán egyptský (od roku 1922 král). V britské kolonii Uganda vládl král Ankole, Bugandy, Bunyoro a Toro. V Asii byl jediný opravdu nezávislý král siamský (thajský). Pod francouzskou okupací různě panovali král laoský, kambodžský, dále pak sultán marocký. Pod německou koloniální nadvládou vládl také král burundský a král rwandský (ruandský).
V roce 1910 bylo republikánským režimem svrženo Portugalské království.

#### První světová válka a meziválečné období
Během první světové války v roce 1916 bylo německo-rakouskou vládou ustanoveno/obnoveno Polské království, ale král nebyl vybrán a zastupovala ho regentská rada; s koncem války království zaniklo. S podporou Německa mělo být ke konci první světové války v roce 1918 vyhlášeno Litevské a Finské království, díky německé prohře ve válce k tomuto ale nedošlo.
Po první světové válce se stal srbský král Petr I. Karađorđević králem Srbů, Chorvatů a Slovinců resp. pozdější Jugoslávie. Na základě Anglo-Irské dohody vznikl v roce 1922 Irský svobodný stát na velké části Irska, nešlo ale o nástupce Irského království. Svobodný irský stát se stal britským dominiem a britský král se současně stal králem Irska. V roce 1918 také zanikla Rakousko-uherská monarchie i s návaznými tituly (král český, markrabě moravský..) a z nástupnických států Rakouska-Uherska se kromě Balkánu staly republiky.
Pod britským mandátem byly v roce 1921 Irácké království a jordánský emirát, který se stal v roce 1946 královstvím. V důsledku rozpadu Osmanské říše vzniklo v roce 1918 také Jemenské království, jehož král byl také imámem. V roce 1922 byl egyptský sultán Fuad I. prohlášen králem Egypta a Súdánu. Hídžaz dobyl v roce 1924/1925 nadždský sultán Ibn Saud a změnil svůj titul na krále Hídžazu a Nadždu, v roce 1932 připojil k tomuto státu další území a prohlásil se králem Saúdské Arábie.
V Albánii, která byla oficiálně od roku 1925 republikou, se tamní diktátor a prezident Ahmet Zogu v roce 1928 prohlásil králem Albánců. Jeho království trvalo jen do roku 1939, kdy ho obsadila fašistická Itálie.
Před druhou světovou válkou tedy vládli či panovali tito králové:
král Spojeného království Velké Británie, Irska a britských zámořských dominií (zároveň císař Indie), Afghánistánu, albánský, belgický, bulharský (car), bhútánský, dánský, egyptský a súdánský, irácký, italský, jemenský, jugoslávský, nepálský, nizozemský, norský, rumunský, řecký, saúdskoarabský, siamský (thajský), švédský.

#### Od druhé světové války do současnosti
V Jordánsku byl v roce 1946 zrušen emirát a vyhlášeno nezávislé království. Naopak v Rumunském království byl v roce 1947 násilím donucen král Michal I. abdikovat a opustit zemi. V Libyi byl v roce 1951 prohlášen králem Idris I., který byl předtím emírem Kyrenajky a Tripolska. V roce 1956 vyhlásilo Tunisko nezávislost a jeho vládce bej Muhammad VIII. al-Amin se prohlásil nezávislým králem, o rok později byl ale svržen. Panovník nově samostatného Maroka sultán Muhammad V. se v roce 1957 prohlásil králem Maroka.
V roce 1958 bylo v násilném převratu zrušeno irácké království a zabita královská rodina, stejně tak v Jemenu byla v roce 1962 násilně svržena monarchie občanskou válkou. V Řecku donutila vojenská junta v roce 1967 krále opustit zemi a v roce 1973 dokonce potvrdila zrušení monarchie. V roce 1975 byla ve Španělsku obnovena monarchie po Frankově smrti.
V tomto padesátiletém období vládli tito králové:
král Spojeného království Velké Británie a severního Irska a zemí Commonwealth realm, Afghánistánu (do 1973), belgický, bhútánský, bulharský (do 1946), dánský, egyptský a súdánský (do 1953), irácký (do 1958), italský (do 1946), jemenský (do 1962), jordánský, kambodžský, laoský (do 1975), lesothský, libyjský (do 1969), marocký, nepálský (do 2008), nizozemský, norský, rumunský (do 1947), řecký (do 1974), saúdskoarabský, svazijský, španělský (od 1975), švédský, thajský, tongánský, tuniský (pouze 1956)..

## Současnost
Královský titul se ve většině monarchií dědí podle různých systémů následnictví, volené monarchie se již nevyskytují moc často. V dědičných monarchiích dlouho platil seniorát nebo salický zákon (vládnout mohl pouze muž), později agnatická primogenitura (žena mohla vládnout pouze pokud rod neměl muže), z níž se postupem času vyvinula primogenitura (titul zdědil prvorozený syn a pokud nebylo synů nebo bratrů, mohla žena vládnout). V současnosti již emancipace a moderní trendy způsobily v evropském prostředí rozmach tzv. rovné primogenitury, díky níž mohou na trůn dosednout jak muži, tak ženy podle stejného kritéria, a to prvorozenství.
Nejnovějším králem je bahrajnský král Hamad bin Ísá Ál Chalífa, který byl původně šejkem, ale v roce 2002 se sám prohlásil králem. Naopak v roce 2008 byl v Nepálu maoistickými povstalci sesazen král a zrušena dvousetletá monarchie.

## Král v říši zvířat

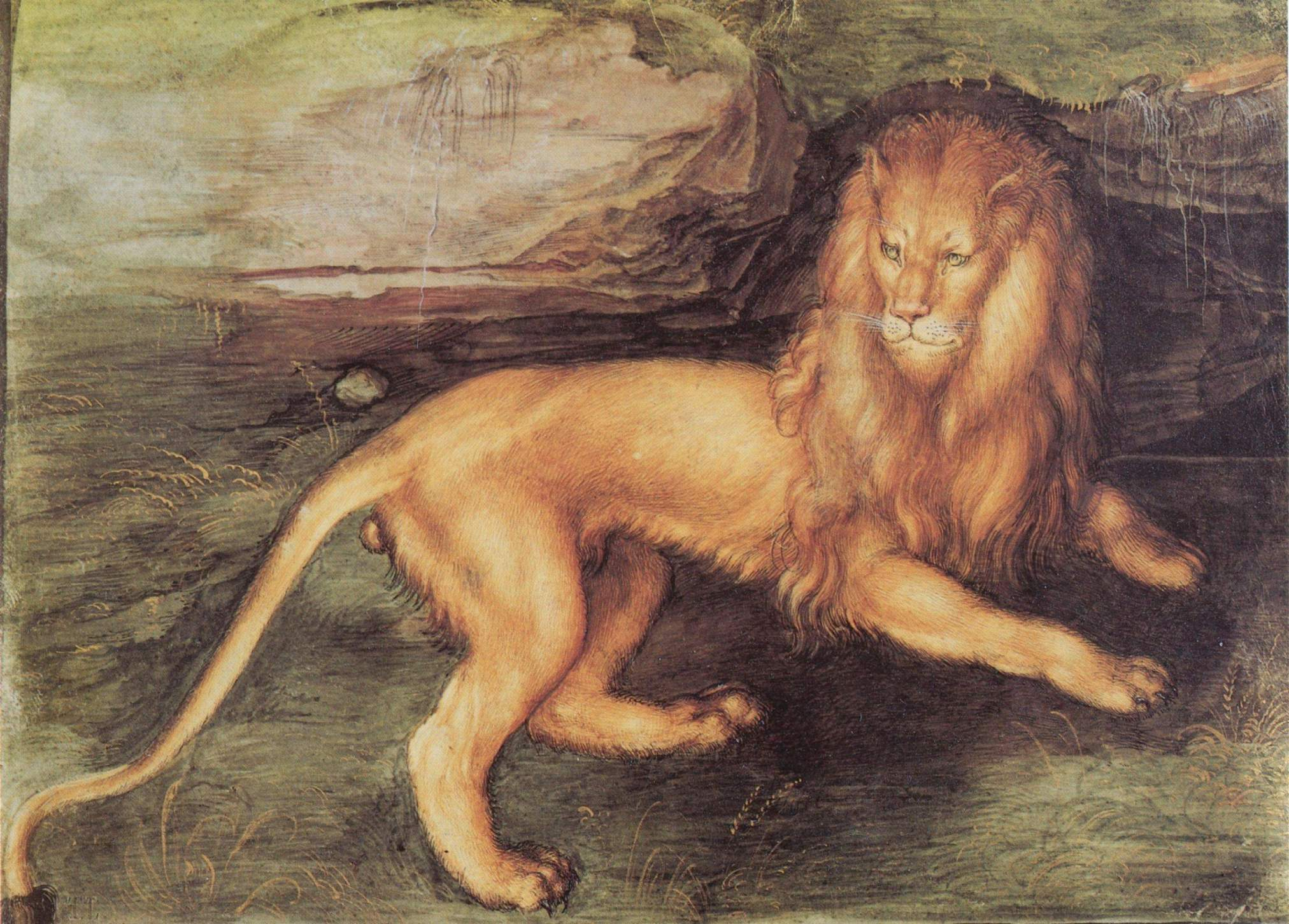
Lev jako symbol krále v říši zvířat na příkladu renesančního obrazu Albrechta Dürera

Symbolem krále je v říši zvířat lev.